# 高原溪脂鯉
高原溪脂鯉，為輻鰭魚綱脂鯉目脂鯉亞目頂器脂鯉科的其一種，分布於南美洲烏拉圭河流域，體長可達5.4公分，棲息在底中層水域，生活習性不明。